# کسویل (میزوری)
کسویل (به انگلیسی: Cassville) یک شهر در ایالات متحده آمریکا است که در شهرستان بری، میزوری واقع شده‌است. کسویل ۸٫۳۴ کیلومتر مربع مساحت و ۳٬۲۶۶ نفر جمعیت دارد و ۳۹۹ متر بالاتر از سطح دریا واقع شده‌است.